# روهیلان‌والی
روهیلان‌والی (به انگلیسی: Rohilanwali) یک شهر در پاکستان است که در ناحیه مظفرگره واقع شده‌است. روهیلان‌والی ۲۹٬۸۲۶ نفر جمعیت دارد.